# プロヴァンス王国

プロヴァンス王国

855年の西ヨーロッパ。プロヴァンス王国は中央のオレンジ色。

プロヴァンス王国（プロヴァンスおうこく）は、旧ブルグント王国のあった地域のユラ山脈以南に存在した王国。855年の皇帝ロタール1世の死後、遺領の中フランク王国を息子たちロドヴィコ2世、ロタール2世、シャルルが3分したうちのシャルルが受け継いだ領土である。

## 歴史
863年に国王シャルルが死去すると、プロヴァンス王国は長兄の神聖ローマ皇帝（及びイタリア王）ルートヴィヒ2世が得た。870年に次兄のロタリンギア王ロタール2世も死去したが、ロドヴィコ2世はイスラムとの戦いにかかりっきりであった。この隙に叔父の東フランク王ルートヴィヒ2世と西フランク王シャルル2世が結託してロタリンギアばかりかプロヴァンスの一部をも奪い取り、メルセン条約によってプロヴァンス王位は西フランク王シャルル2世のものとなった。ただし、この時点ではまだプロヴァンス王国旧領の東半分はイタリアの皇帝ルートヴィヒ2世の領土であった。
875年に皇帝ロドヴィコ2世も継嗣無く没した。シャルル2世はすかさずイタリア王国を征服して皇帝となり、その際にプロヴァンスも統一された。シャルル2世は王太子ルイ2世の後見人であるボソをプロヴァンス伯に任じた。シャルル2世の死後はルイ2世が西フランク王となり、そのままプロヴァンス王位も継承した。ルイ2世が死去すると、西フランク王国はルイ3世とカルロマンの2人の息子が分割統治することとなり、プロヴァンスはカルロマンが担当した。しかしこの兄弟とプロヴァンス伯ボソは政治的対立関係になった。
879年にプロヴァンス伯ボソは反乱をおこして独立し、プロヴァンス王位についた。プロヴァンス王国は再び独自の王を持つようになった。このプロヴァンス王国は低地ブルグント王国（キスユラブルグント王国）とも言う。独立を果たしたボソであったが、やがてイタリア王と東フランク王を兼ねる神聖ローマ皇帝カール3世の協力を得た西フランク王カルロマンによって882年に反撃された。プロヴァンス王国は再び西フランクに併合され、カルロマンがプロヴァンス王を兼ねた。カルロマンは884年に死去したが子が無く、兄のルイ3世も882年にやはり子が無いまま死去しており、弟のシャルル3世 (西フランク王)は5歳の幼児であった。このため、皇帝カール3世がプロヴァンスを含む西フランクを相続した。これはフランク王国の再統一でもあった。
プロヴァンス王位を失ったボソはまだ生きていたが、887年に死去した。10歳に満たないボソの息子ルイ3世（西フランク王ルイ3世とは別人）は、母と共に皇帝カール3世の元に身を寄せ、皇帝の養子となった。翌年にカール3世が死去するとフランク王国は再び5つに分裂したが、この時にルイ3世は復活したプロヴァンス王国（キスユラブルグント王国）を相続することとなった。ルイ3世は成長するとイタリアに進出し、神聖ローマ皇帝にもなった。
以降の詳細はキスユラブルグント王国を参照

## 歴代君主
- シャルル（カール　855年 - 863年）

一代でプロヴァンス王家は断絶し、シャルルの兄であるイタリア王ロドヴィコ2世がプロヴァンス王を兼ねた。
- ルイ（イタリア王ロドヴィコ2世、ルートヴィヒ2世、神聖ローマ皇帝ルートヴィヒ2世　863年 - 870年）

メルセン条約で、プロヴァンス王位は西フランク王位に統合された。
- シャルル2世（西フランク王シャルル2世、カール2世、神聖ローマ皇帝カール2世　870年 - 877年）
- ルイ2世（西フランク王ルイ2世、ルートヴィヒ2世　877年 - 879年）

ボソが反乱を起こしてプロヴァンス王として即位、キスユラブルグント王国成立。
- ボソ （在位：879年 - 882年）

キスユラブルグント王国が一旦滅亡し、プロヴァンス王位は西フランク王に戻る。
- カルロマン（西フランク王カルロマン、カールマン　882年 - 884年）
- シャルル3世（フランク王カール3世、神聖ローマ皇帝カール3世　884年 - 888年）

キスユラブルグント王国が復活。
- ルイ3世 （在位：887年 - 928年）
- ウーゴ （在位：928年 - 933年、正確にはプロヴァンス公）

キスユラブルグント王国滅亡。プロヴァンス王位が廃止される。